# Edificio Price
El Edificio Price (en francés: Édifice Price) es un rascacielos de dieciocho plantas (originalmente dieciséis) situado en la ciudad de Quebec, Quebec, Canadá. Construido entre 1930 y 1931, rodeado de controversia, por Price Brothers Limited, es el edificio más alto del centro histórico de Quebec y uno de los rascacielos más antiguos de Canadá. El inmueble es propiedad de Ivanhoé Cambridge, una filial de la Caisse de dépôt et placement du Québec. En 2001, se instaló en dos de sus plantas más altas la residencia oficial del primer ministro de Quebec.

## Historia
En 1927, John Herbert y Arthur Clifford Price, que habían heredado la próspera empresa maderera Price Brothers Limited tras el fallecimiento en 1924 de su padre, Sir William Price III, decidieron construir una nueva sede para la empresa en Quebec. No encontraron nada que les gustara en la Rue Saint-Pierre, que entonces era el distrito financiero principal de la ciudad, por lo que decidieron construirlo en la Rue Sainte-Anne, cerca del ayuntamiento. El diseño del edificio, que inicialmente estaba previsto que tuviera dieciséis plantas, fue encargado a Ross and Macdonald, un prestigioso estudio de arquitectura de Montreal.
La ciudad, deseosa por demostrar un espíritu progresista, dio su consentimiento al proyecto pese a las fuertes críticas de que la administración estaba siendo incapaz de proteger la zona histórica de Quebec, dado que el edificio iba a sustituir a dos casas históricas. Las fuentes difieren sobre en qué momento exacto empezó su construcción: una afirma que se desarrolló desde junio de 1929 hasta mayo de 1930; otra afirma que el permiso de construcción fue concedido en diciembre de 1929 y las obras empezaron en junio de 1930; y una tercera solo indica los años: 1928–1930. La piedra angular del edificio tiene una inscripción que reza: «Esta piedra fue colocada el 29 de octubre de 1929». Sin embargo, todas las fuentes coinciden en que la construcción fue rápida, y el edificio se completó en menos de un año. Fue inaugurado en 1931.
Aunque se completó exitosamente, el edificio resultó ser poco más que un extravagante logro ante la inminente decadencia de Price Brothers. La Gran Depresión empujó a la empresa al borde de la quiebra, y la familia Price perdió el control de la empresa y la mayor parte de su fortuna. En las décadas de 1950 y 1960 se emprendieron varias obras de restauración, principalmente en el interior del edificio.
En 1983 fue adquirido por el Ayuntamiento de Quebec, que lo usó principalmente para albergar las oficinas de su división de ingeniería civil, reproduciendo la situación de Nueva York, donde el Manhattan Municipal Building es una extensión del Ayuntamiento de Nueva York. Poco después, un contrato de arrendamiento a largo plazo colocó al Edificio Price bajo la administración de la Société immobilière Trans-Québec (SITQ, actualmente Ivanhoé Cambridge), el brazo inmobiliario de la Caisse de dépôt et placement du Québec (CDP). Se emprendieron nuevas y profundas renovaciones, que se prolongaron hasta 2005 e incluyeron la adición de dos nuevas plantas, la construcción de una terraza en la planta 16.ª y la instalación de ascensores.
En 2001, las plantas 16.ª y 17.ª se convirtieron en la residencia oficial del primer ministro de Quebec. Entre 1997 y 2002, una clínica psiquiátrica de alta gama ocupaba las plantas 2.ª y 3.ª del edificio; la administración ha afirmado enérgicamente que el traslado de esta clínica poco después de la instalación del primer ministro fue una completa coincidencia. El 12 de julio de 2009, el funambulista Ramon Kelvink Jr. caminó 230 metros desde la planta 13.ª del edificio hasta la planta 15.ª del Château Frontenac como parte de las celebraciones por el cuatricentenario de la ciudad de Quebec.
La construcción del Edificio Price fue criticada duramente en la década de 1920, tanto porque mostraba una falta de respeto por la intención de Price Sr. de trasladar las operaciones de la empresa Price Brothers a su centro de negocios original de Kénogami (actualmente Jonquière), como porque la monumental construcción era considerada desproporcionada en una zona en la que pocos edificios tenían más de cuatro o cinco plantas. Las críticas continuaron después de su construcción, y unos pocos años más tarde el Ayuntamiento aprobó una ordenanza municipal que limitaba la altura de los edificios en el centro histórico a 65 pies (19.8 m), solo superados en la época por el Edificio Price y el Hôtel-Dieu de Québec, de siete plantas. En la actualidad, sin embargo, el edificio es considerado un monumento arquitectónico de la ciudad y un elemento definidor de su skyline.
Cuando el proyecto de rascacielos Phare de Québec en la zona de Sainte-Foy empezó a atraer críticas, se establecieron paralelismos con las controversias que rodearon la construcción del Edificio Price.

## Arquitectura

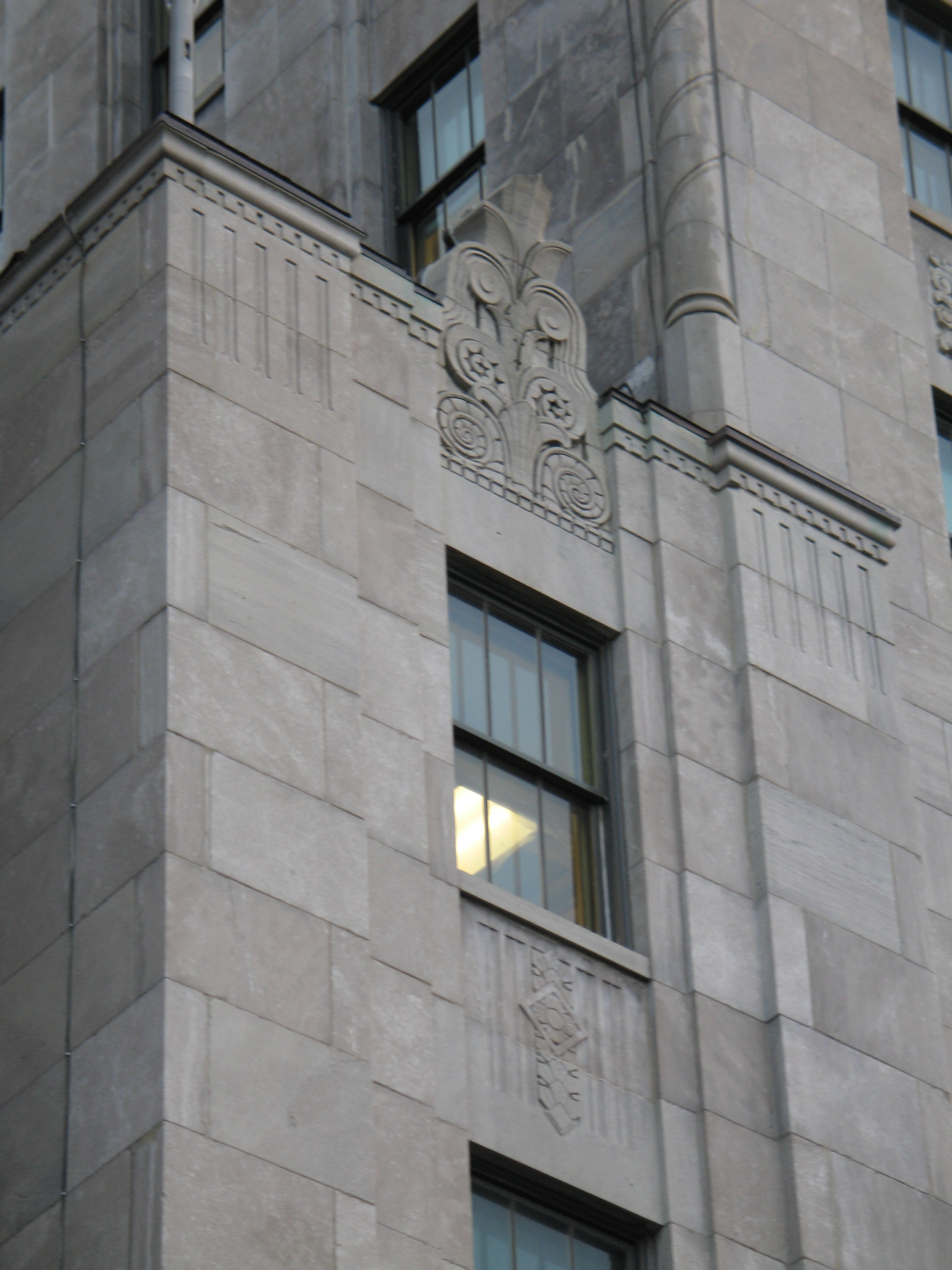
Detalles de la fachada.

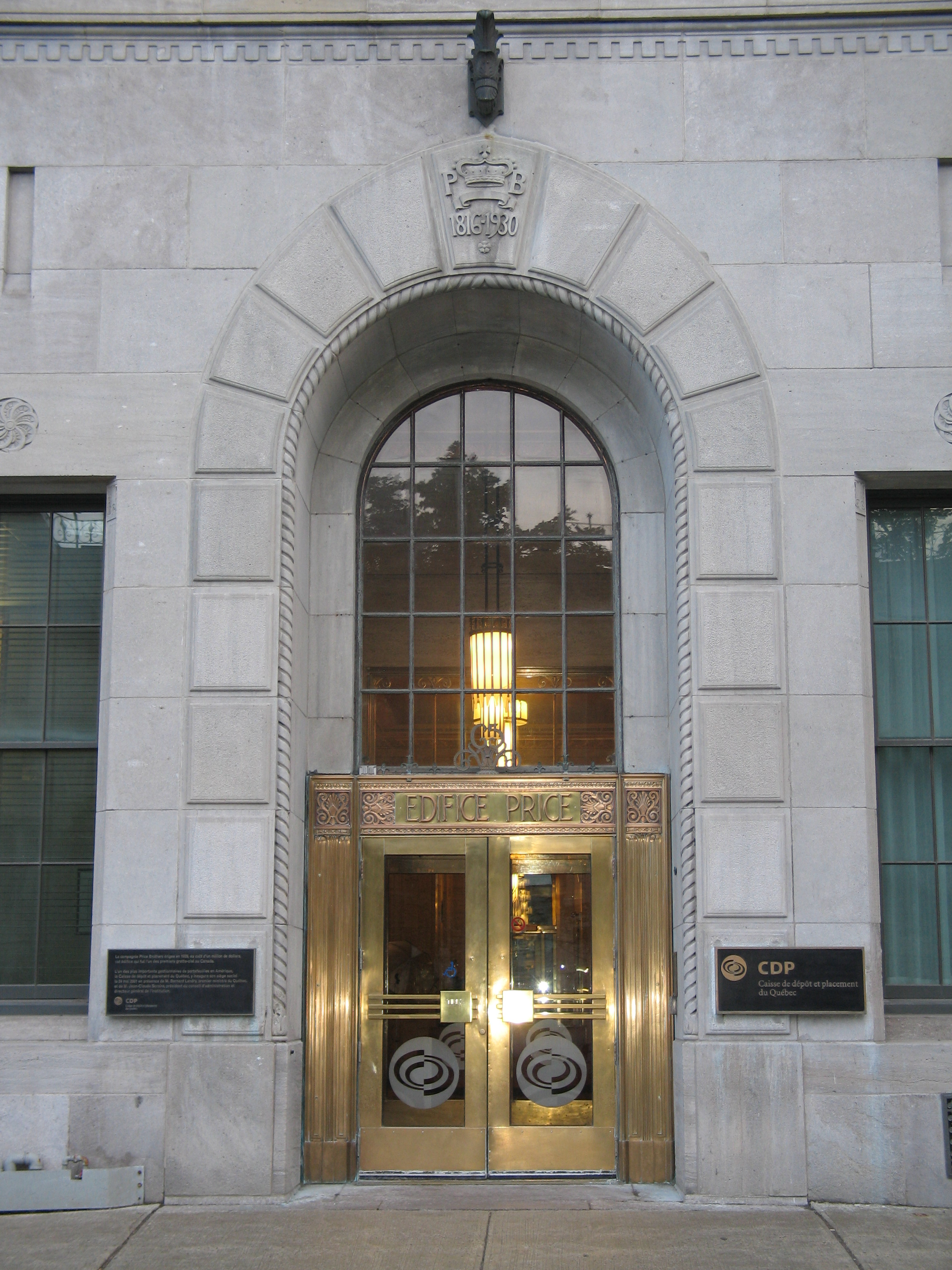
La entrada del edificio.

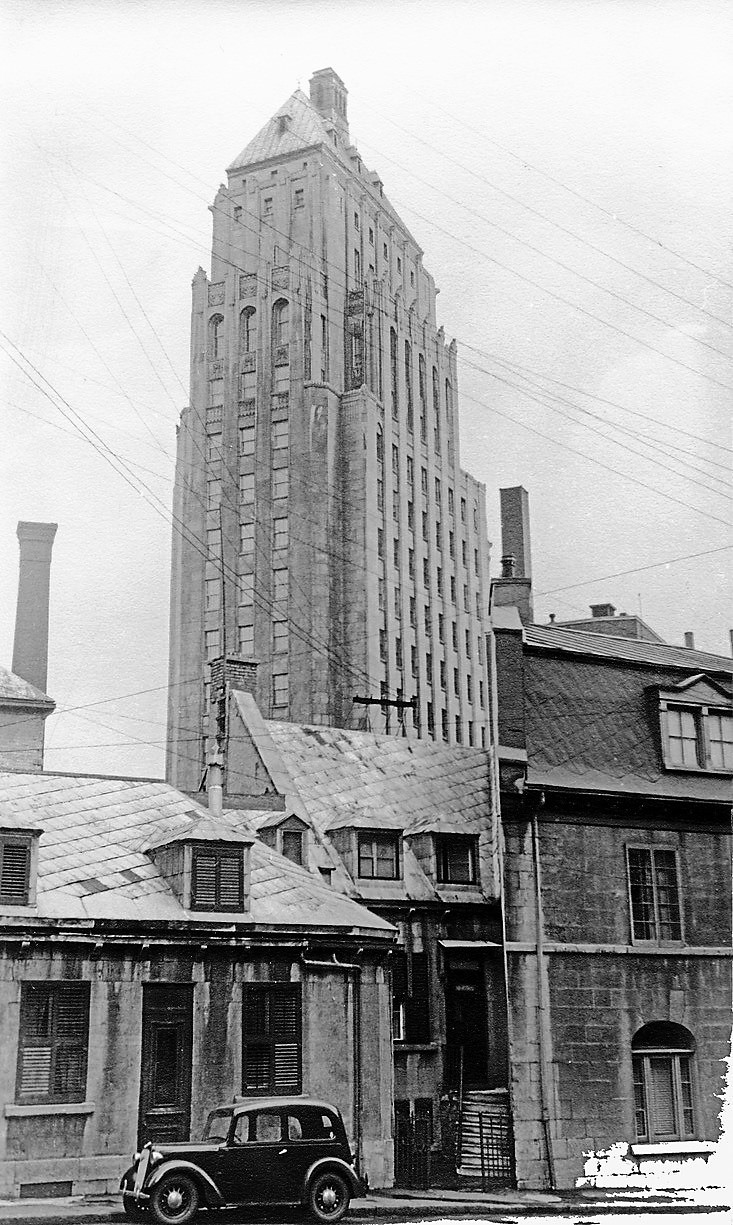
El Edificio Price en 1948, con un automóvil Standard en primer plano.

Actualmente el Edificio Price, pese a las críticas que recibió originalmente, se considera muy bien integrado con sus alrededores y bien adaptado a una parcela de solo 24 m de anchura. De sus dieciocho plantas, quince son usadas como espacio de oficinas corporativas, dos constituyen la residencia del primer ministro y en la cima hay una planta técnica. Esto lleva a que las fuentes proporcionen diferentes números de plantas (dieciséis, diecisiete y dieciocho), agravado por el hecho de que las plantas añadidas no son visibles desde el exterior del edificio. Dos ascensores, uno de los cuales se usa como montacargas, proporcionan acceso a todas las plantas.
El Edificio Price fue construido en el estilo art déco popular en la época, al igual que el vecino Hotel Clarendon, cuya ampliación se completó unos años antes. El diseño usa retranqueos para disminuir gradualmente la superficie por planta, produciendo la típica forma de «tarta de bodas» que contribuye a reducir las cargas y disminuye el impacto visual del edificio. Los retranqueos más altos se usaron posteriormente para construir balcones. Debido a que el edificio es más profundo que ancho, parece mucho más voluminoso cuando se ve desde un lado. Esto recuerda a la obra del arquitecto modernista finlandés Eliel Saarinen, y es el opuesto estilístico de otros edificios de la ciudad como el Château Frontenac, cuya construcción en voladizo se ensancha a medida que se hace más alta.
En el revestimiento de piedra del Edificio Price están tallados motivos geométricos, especialmente en las primeras plantas. El edificio está coronado por una cubierta de cobre más clásica, concretamente de estilo château. La composición global también muestra influencias Beaux Arts. Los temas decorativos principales del exterior son pilastras coronadas con motivos con forma de palmera, pináculos, y un gran arco abovedado con dovelas sobre la entrada principal.
En la planta baja y dentro del vestíbulo hay bajorrelieves que muestran los orígenes de la empresa Price. Durante la década de 1920, John M. Lyle, un influyente arquitecto de la escuela Beaux Arts, desarrolló una fusión propiamente canadiense de los estilos coloniales francés e inglés, y sus ideas fueron aplicadas por los diseñadores Ross and Macdonald a la construcción del Edificio Price. Cada planta está dividida simétricamente en dos por un recibidor, y un voladizo en la parte trasera del edificio constituye una referencia a la proa de un barco.
La estructura de acero del edificio también fue la primera de la ciudad. Fue revestido con caliza gris de Saint-Marc-des-Carrières y Queenston. Debido al rápido ritmo de la construcción, Saint-Marc-des-Carrières no pudo suministrar suficiente piedra para satisfacer la demanda de la obra, lo que hizo que se tuviera que usar Queenston como fuente adicional. La caliza de Saint-Marc-des-Carrières es de color gris perlado, y se transforma en un beige pálido con el tiempo, mientras que la caliza de Queenston tiene manchas de calcita roja procedentes de fósiles crinoideos y adquiere un tinte de color ante con el tiempo.

## Memorial

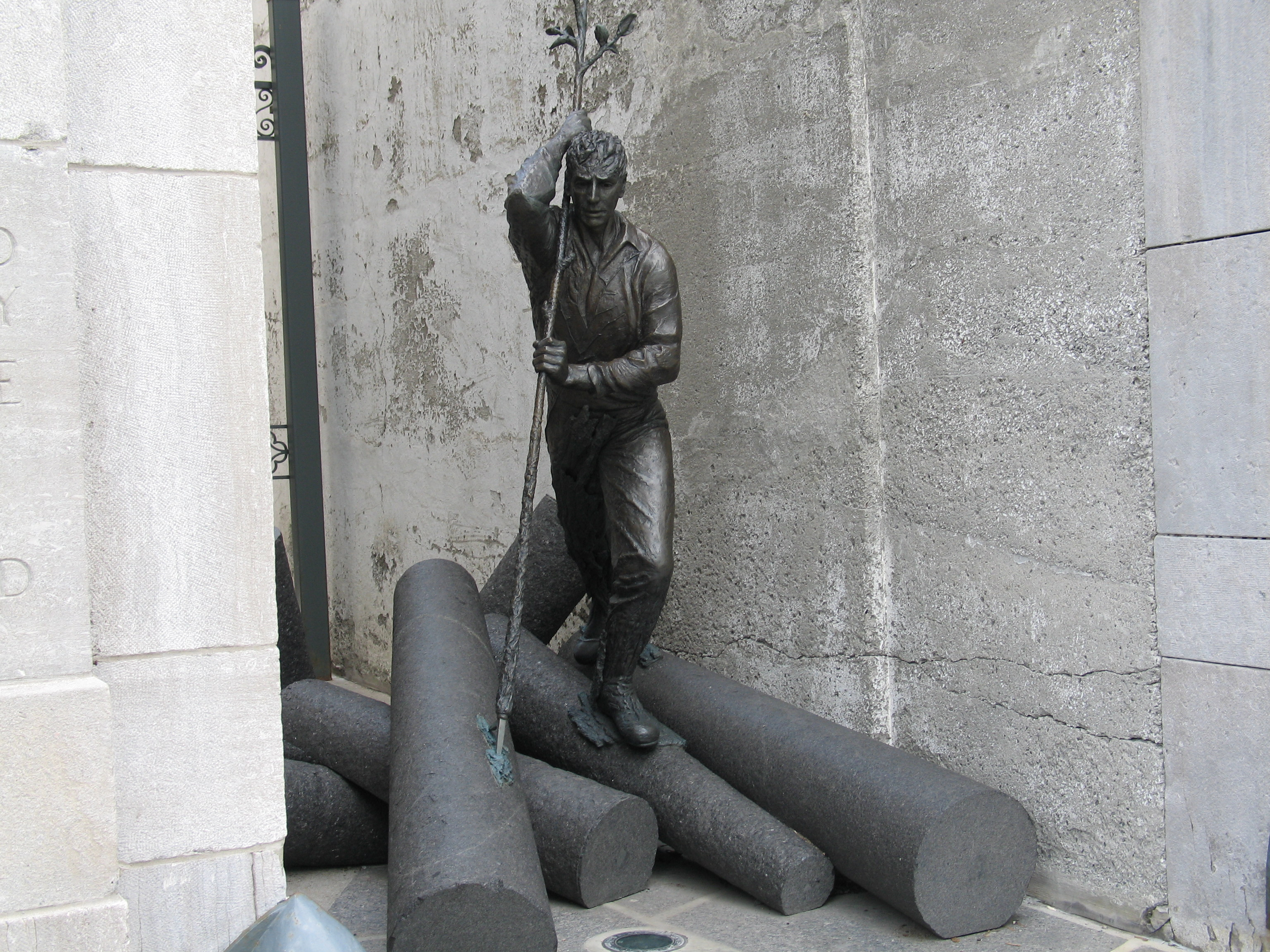
El monumento L'Homme-Rivière («El hombre-río»).

En 2002 se desveló un memorial en la Rue Sainte-Anne, entre el Edificio Price y su vecino de la derecha, un conjunto de casas adosadas. El memorial (en francés: Mémorial Price) está compuesto por una escultura, titulada L'Homme-Rivière («El hombre-río»). Fue patrocinado por la CDP y la Virginia Parker Foundation, y diseñado por los artistas de Quebec Lucienne Cornet y Catherine Sylvain.
L'Homme-Rivière es una estatua que representa a un conductor de troncos trabajando. Los troncos están muy estilizados, reducidos a poco más que cilindros. El conductor y su gancho, sin embargo, parecen estar transformándose en una planta. Su ubicación, en un espacio estrecho entre dos edificios altos, hace que parezca que la escultura está atravesando el cañón de un río. L'Homme-Rivière es muy dinámica, y se ha afirmado que parece que estuviera a punto de derramarse hacia la acera. El conductor de troncos, además de recordar los orígenes de la empresa Price Brothers, es una figura simbólica de la historia y la cultura de Quebec, particularmente debido a la famosa novela de Félix-Antoine Savard Menaud, maître draveur.

## Residencia oficial del primer ministro de Quebec
Un apartamento en las plantas 16.ª y 17.ª ha sido la residencia oficial del primer ministro de Quebec desde 2001. Estas dos plantas, las más altas habitables dado que la planta 18.ª está ocupada por maquinaria, habían sido reservadas originalmente para albergar una suite ejecutiva de la CDP. Hubo un intento previo de ofrecer al primer ministro una residencia oficial: en 1994, la cámara de comercio de la ciudad de Quebec compró una espaciosa residencia en el 1080 de la Rue des Braves y se la donó al entonces primer ministro Jacques Parizeau. Sin embargo, había problemas de seguridad y relaciones con los vecinos, y Lucien Bouchard se negó a usarlo, y vivió en un pequeño apartamento en Parliament Hill durante la mayor parte de su mandato.
En mayo de 2001, el sucesor de Bouchard, Bernard Landry, que hasta entonces había vivido en un apartamento de tres habitaciones, anunció que aceptaría la oferta de la SITQ del apartamento del Edificio Price, y se mudó en noviembre. La elección, aunque fue alabada por su ubicación simbólica, también recibió críticas porque el apartamento, relativamente pequeño y mal iluminado, no podría alojar a una familia. Algunos también observaron que la antigua residencia del teniente gobernador, situada en el 1010 del Chemin Saint-Louis y vendida en 1996 por una fracción de su valor estimado, habría sido una excelente elección. Desde 1997 una exclusiva clínica psiquiátrica había ocupado la segunda y tercera planta del Edificio Price. Esta clínica dejó el edificio en 2002; la administración afirmó enérgicamente que el traslado de esta clínica poco después de la instalación del primer ministro fue una completa coincidencia.
La construcción y decoración del apartamento, de 260 m², costó 195 000 dólares. Tiene un comedor con capacidad para catorce invitados, dos dormitorios y todas las instalaciones asociadas. El primer ministro también tiene acceso a un salón de recepciones en la planta 14.ª en caso de necesidad. El apartamento está ricamente decorado con suelos de madera de arce, granito y caliza; su mobiliario reproduce los estilos tradicionales de Quebec, y está decorado con cuadros de artistas locales prestados por el Museo Nacional de Bellas Artes de Quebec.
En 2006, las nuevas críticas por el reducido uso que hacía el entonces primer ministro Jean Charest del apartamento condujeron a otra propuesta para una nueva residencia oficial. Charest, que tenía una familia de cinco y vivía en Montreal, vio pocas razones para trasladarse de ciudad. Sin embargo, estas propuestas no se llevaron adelante, y la sucesora de Charest, Pauline Marois, hizo un uso habitual del apartamento.